# Ivana Janečková
Ivana Janečková (* 8. března 1984 Rychnov nad Kněžnou) je bývalá česká běžkyně na lyžích. Hájila barvy lyžařského klubu SKP Jablonex Jablonec nad Nisou.

## Sportovní kariéra
Startovala pětkrát na mistrovství světa v klasickém lyžování (poprvé již v devatenácti letech) a dvakrát na zimní olympiádě. Jejím nejlepším individuálním umístěním z těchto akcí bylo 20. místo. Na jaře 2012, ve svých osmadvaceti letech, ukončila kariéru.

## Výsledky
- Zimní olympijské hry 2006 (Turín): 6. místo ve štafetě, 23. místo ve skiatlonu na 15 km, 27. místo na 30 km volně
- Zimní olympijské hry 2010 (Vancouver): 12. místo ve štafetě, 32. místo na 10 km volně, 40. místo na 30 km klasicky, nenastoupila do skiatlonu na 15 km
- Mistrovství světa
  - 5. místo ve štafetě na MS 2007
  - 6. místo ve štafetě na MS 2005
  - 10. místo ve sprintu dvojic (s Kamilou Rajdlovou) na MS 2009
  - 12. místo ve sprintu dvojic (s Evou Nývltovou) na MS 2011
  - 20. místo v běhu na 30 km volně na MS 2011
  - 21. místo v běhu na 30 km klasicky na MS 2007
  - 22. místo v kombinaci na MS 2011
  - 32. místo v běhu na 10 km volně na MS 2007
  - 33. místo v běhu na 10 km volně na MS 2005
  - 33. místo v kombinaci na MS 2009
  - 47. místo v kombinaci na MS 2003
- v závodech Světového poháru se dvanáctkrát umístila v top 30, jejím nejlepším umístěním bylo 16. místo:
  - 16. místo 13. 3. 2010 Oslo, 30 km volně
  - 22. místo 11. 3. 2006 Oslo, 30 km volně
  - 22. místo 16. 12. 2006 La Clusaz, 15 km volně
  - 23. místo 18. 12. 2010 La Clusaz, 15 km volně
  - 24. místo 3. 2. 2007 Davos, 10 km volně
  - 25. místo 13. 3. 2004 Pragelato, 15 km volně
  - 25. místo 10. 1. 2010 Tour de Ski, 60 km
  - 26. místo 14. 1. 2006 Lago di Tesero, 15 km volně
  - 27. místo 31. 12. 2005 Nové Město na Moravě, 10 km volně
  - 27. místo 11. 2. 2012 Nové Město na Moravě, 15 km klasicky
  - 28. místo 23. 3. 2009 Falun, 25 km
  - 30. místo 16. 2. 2008 Liberec, 7,6 km volně
- v Tour de Ski 2010 obsadila celkové 25. místo, z dílčích závodů 12. místo v běhu na 10 km klasicky a 16. místo v běhu na 10 km do vrchu (Alpe Cermis) volně
- v Tour de Ski 2010/11 obsadila celkové 27. místo